# Kletter-Spindelstrauch
Der Kletter-Spindelstrauch (Euonymus fortunei), auch Kriechspindel genannt, ist eine Pflanze aus der Gattung der Spindelsträucher.

## Beschreibung
Der Kletter-Spindelstrauch wächst als immergrüner, aufsteigender oder kriechender Halbstrauch, wobei die Größe bis zu über 10 Meter Höhe variiert. Es gibt auch von Zwergformen. Die Zweige sind rund, braun bis braungrün, manchmal gestreift und dicht mit Laubblättern besetzt. Diese sind gegenständig, dickledrig, unbehaart und eiförmig bis verkehrt-eiförmig oder elliptisch mit leicht gekerbtem bis gesägtem Rand, stumpfer bis keilförmiger Basis und stumpfer bis spitzer Spitze. Sie sind bis 9 Zentimeter lang, bis 5 Zentimeter breit und entweder sitzend oder mit einem bis 10 Millimeter langem Blattstiel versehen. In der fruchtenden Phase sind die Blätter länger (Heterophyllie).
Die achselständigen Blütenstände tragen einige Blüten. Die sehr kleinen Blüten sind vierzählig, zwittrig mit doppelter Blütenhülle, mit etwa 5 Millimeter Durchmesser, die an bis 5 Millimeter langen Stielen sitzen. Die kleinen Kelchblätter sind halbrundlich. Die weißliche-grünen bis -gelben, ausladenden Kronblätter sind breit-eiförmig bis rundlich. Es sind vier relativ kurze Staubblätter vorhanden. Der vierkammerige Fruchtknoten ist oberständig mit kurzem Griffel. Es ist ein fleischiger, viereckiger Diskus vorhanden.
Als Früchte werden weiße, ledrige, rundliche und lokulizidale, viersamige und bis 6 Millimeter große Kapseln mit beständigem Kelch und Griffel gebildet. Die ellipsoiden bis halbmondförmigen Samen mit rotem Arillus sind etwa 5 Millimeter lang.
Wenn eine Klettermöglichkeit vorhanden ist, kann der Spindelstrauch bis zu 20 Meter hoch klimmen. Wie der Efeu bildet der Spindelstrauch als immergrüne Kletterpflanze Haftwurzeln aus und existiert zunächst in einer sterilen Jugend- bzw. Kletterphase. Wenn eine Höhe mit ausreichenden Lichtverhältnissen erreicht wird, beginnt die fruchttragende Phase und es werden keine Haftwurzeln mehr gebildet.

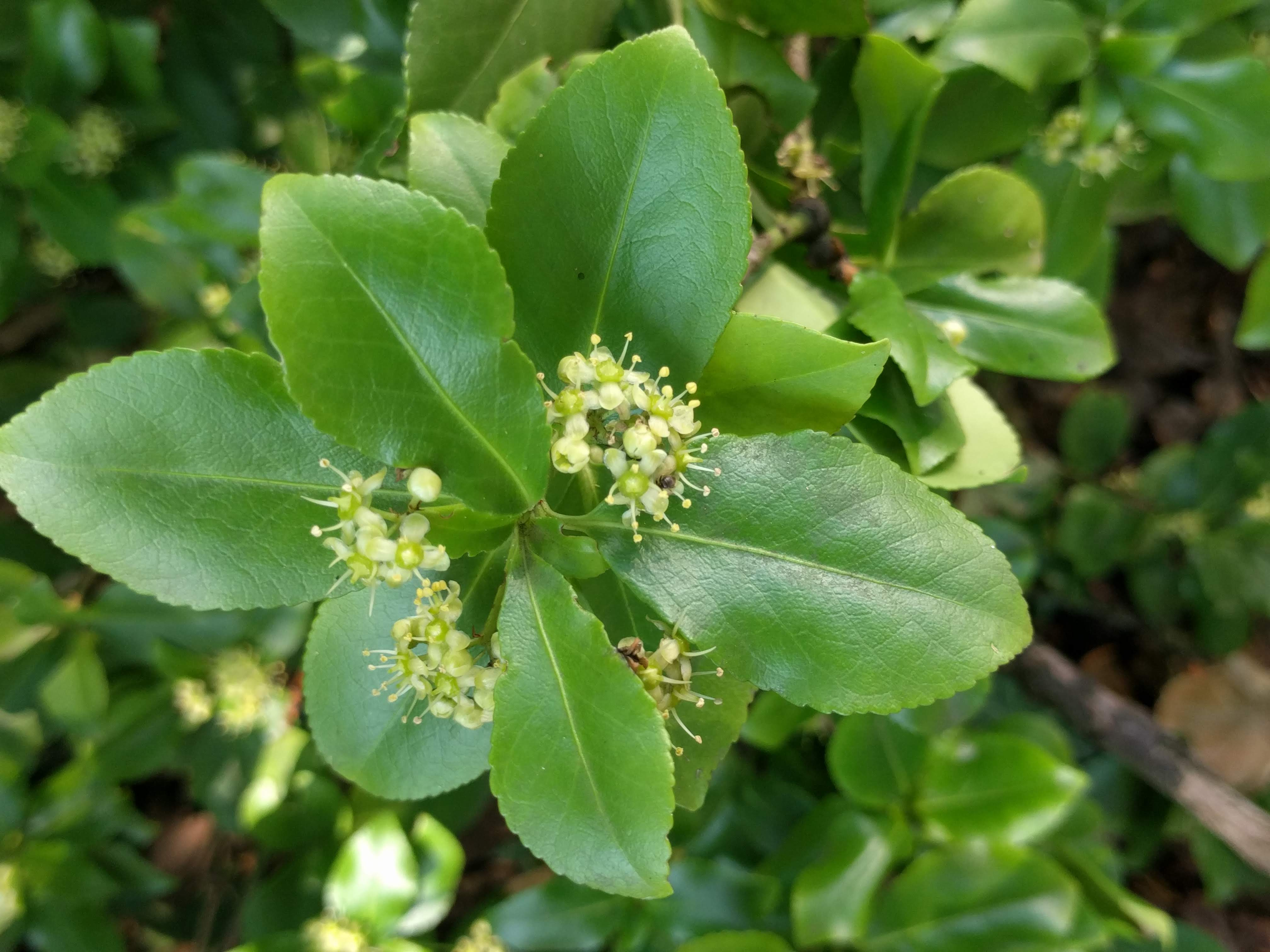
Kletter-Spindelstrauch (Euonymus fortunei), blühend

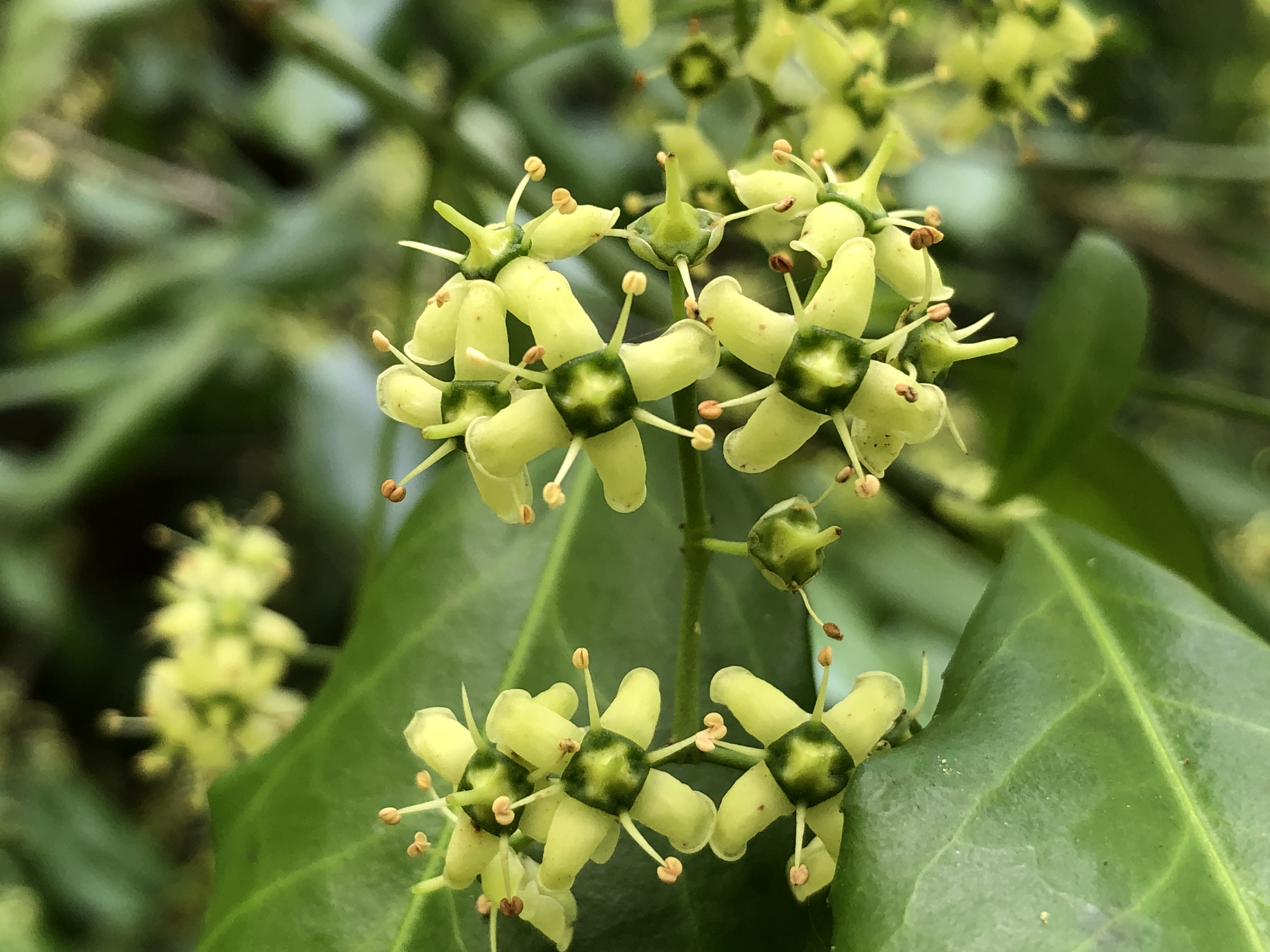
Blüten im Detail

Die Frosthärte beträgt −20 °C.

## Vorkommen
Die Art kommt in Wäldern und Buschland in Süd- und Südostasien von Pakistan bis Japan, Indonesien und auf den Philippinen vor, wo sie auf Erde oder felsigem Untergrund wächst und in Höhenlagen bis 3400 m vorkommt.
In gärtnerischer Kultur ist die Art und insbesondere ihre dem jeweiligen Klima angepassten Kulturformen weltweit verbreitet, mit Ausnahme arktisch-kontinentaler und arider Klimagebiete.
Ähnlichkeit besteht zum Euonymus japonicus, der ebenfalls häufig als Zierstrauch gepflanzt wird, jedoch keine Kletterwurzeln ausbildet. Eine Verwandtschaft besteht zu ähnlichen Arten wie Euonymus theifolius und Euonymus vagans.

## Nutzung
Der Kletter-Spindelstrauch wird als Bodendecker, in Hecken oder zur Fassadenbegrünung verwendet. Es sind zahlreiche Cultivare mit verschiedenem Aussehen und unterschiedlichen Klimaansprüchen gezüchtet worden. In Mittel- und Westeuropa bilden Formen mit weißbunten und gelbbunten (panaschierten) Blättern (z. B. Euonymus fortunei 'Emerald Gold', Euonymus fortunei 'Gracilis') den Schwerpunkt der Produktion, da sie in großen Stückzahlen zur Grabbepflanzung eingesetzt werden.

## Bildergalerie

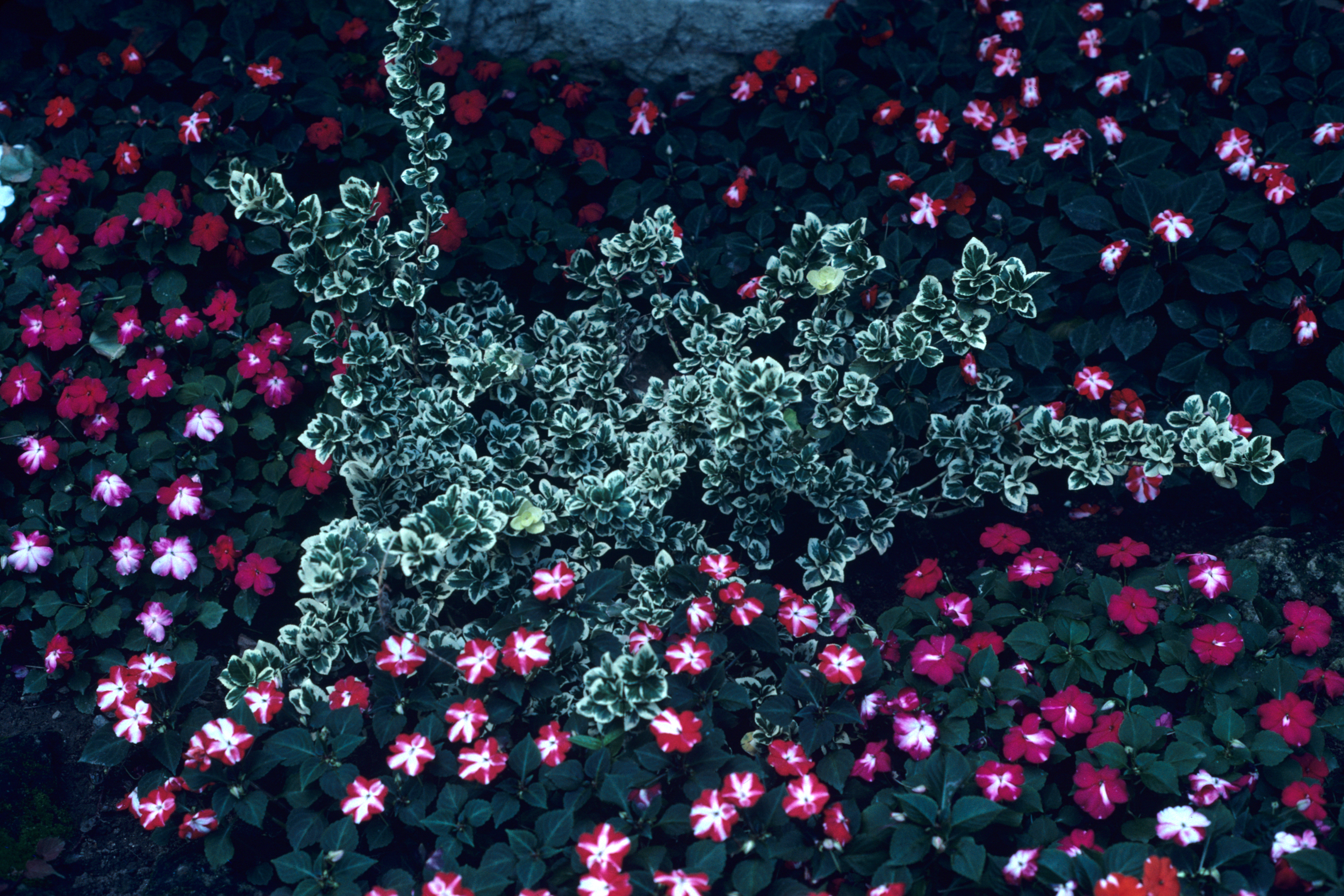
Euonymus fortunei 'Emerald Gaiety'
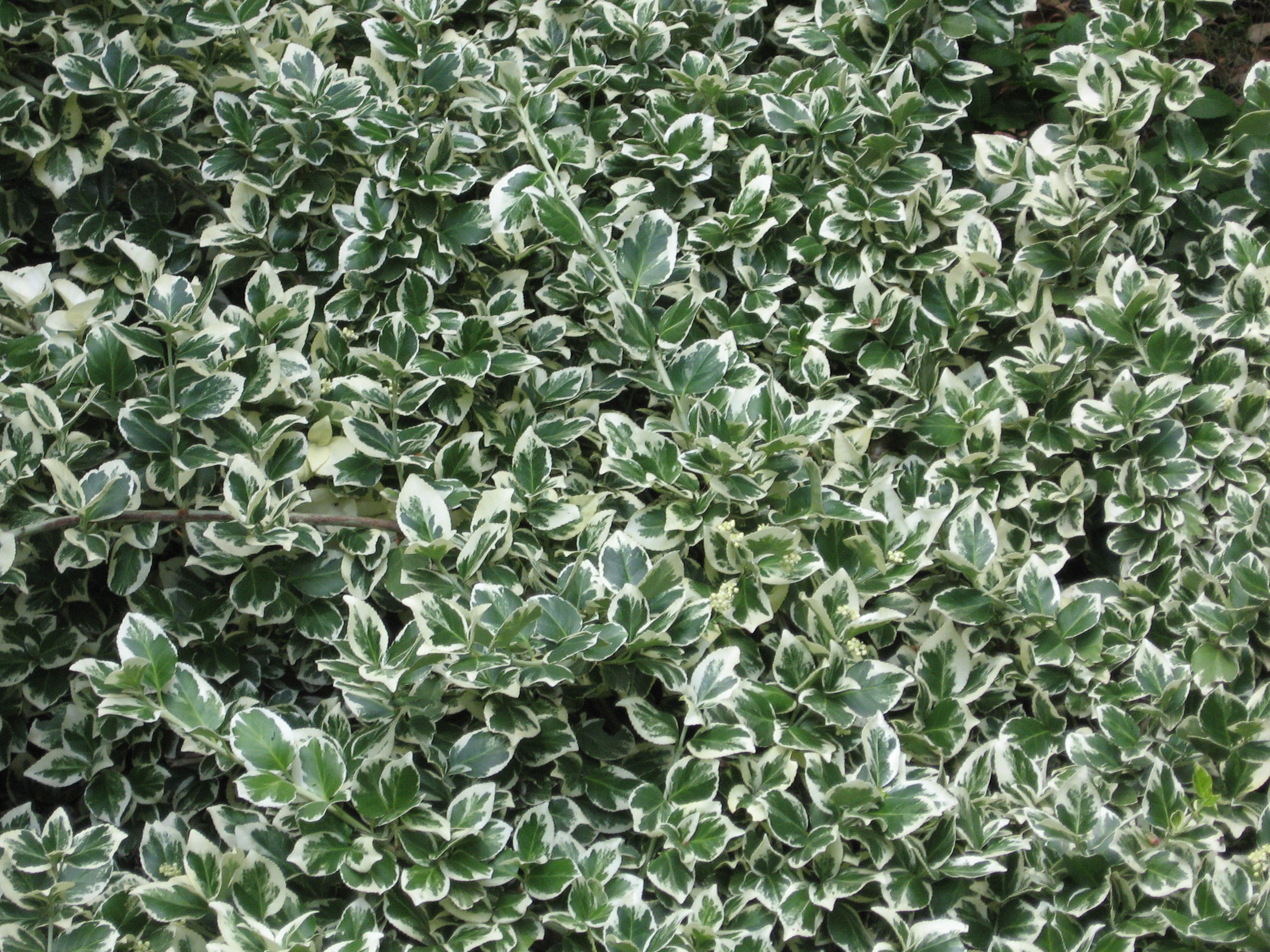
Euonymus fortunei 'Emerald Gaiety'
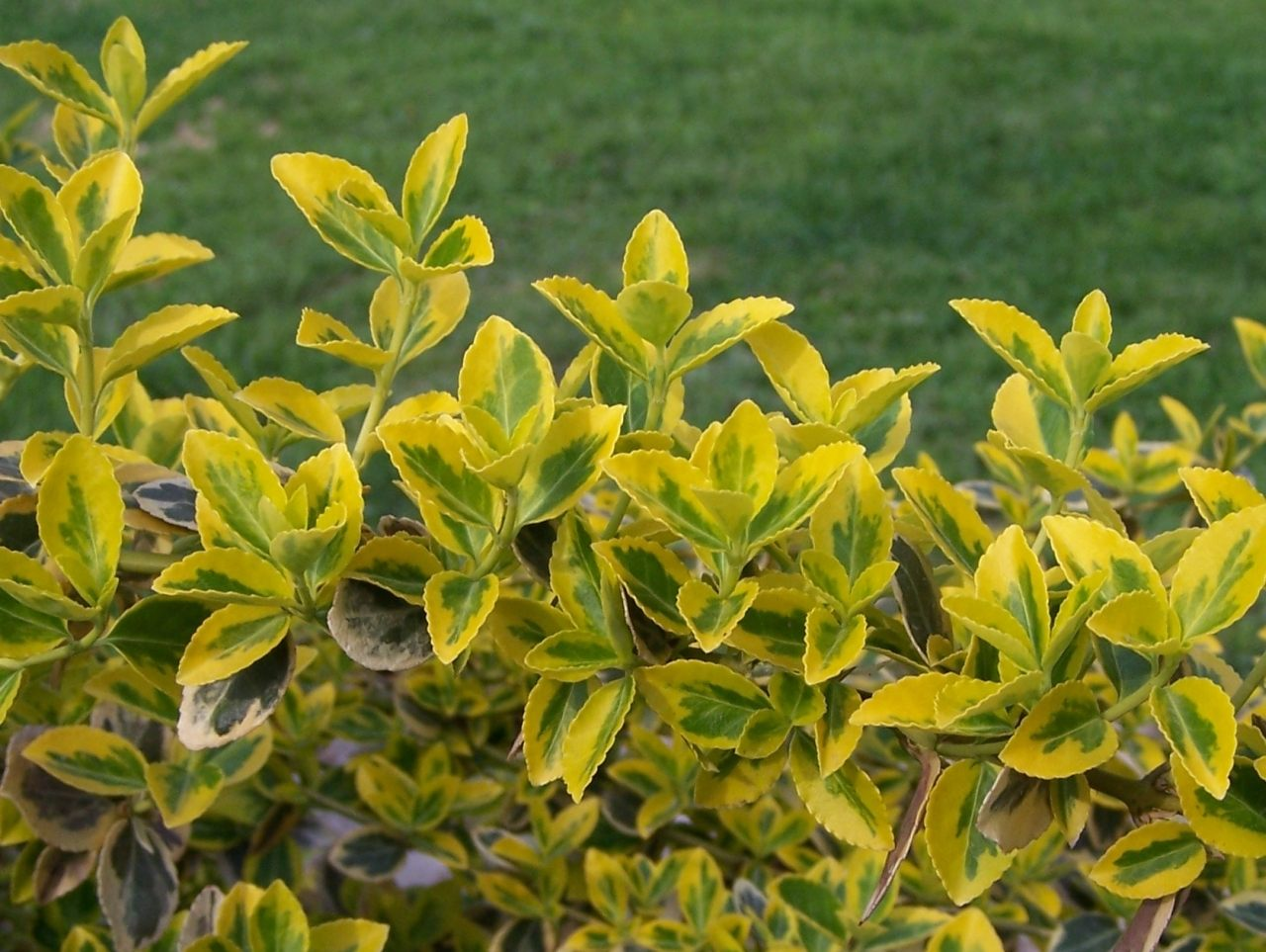
Euonymus fortunei 'Emerald Gold'
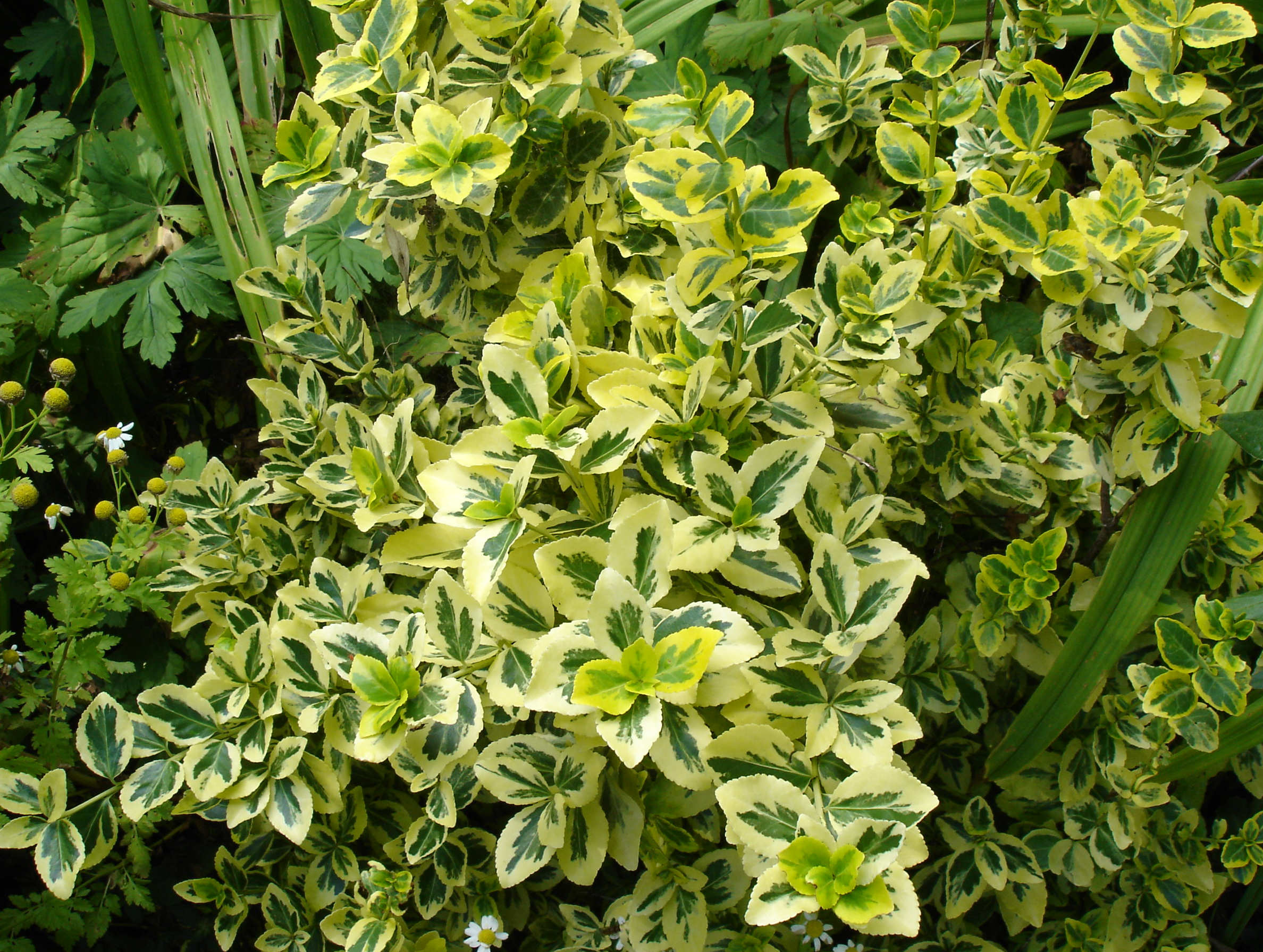
Euonymus fortunei
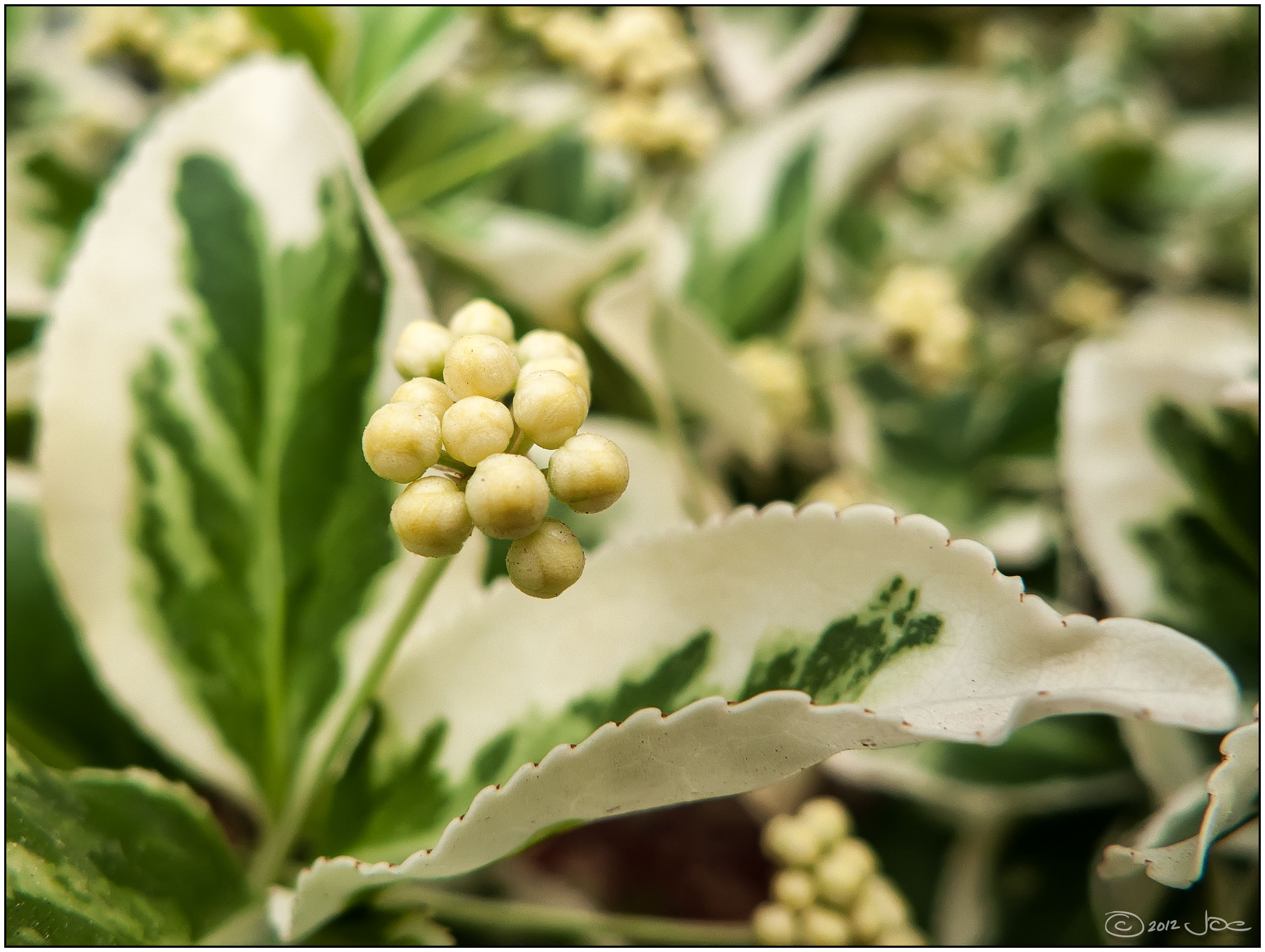
Junge Früchte
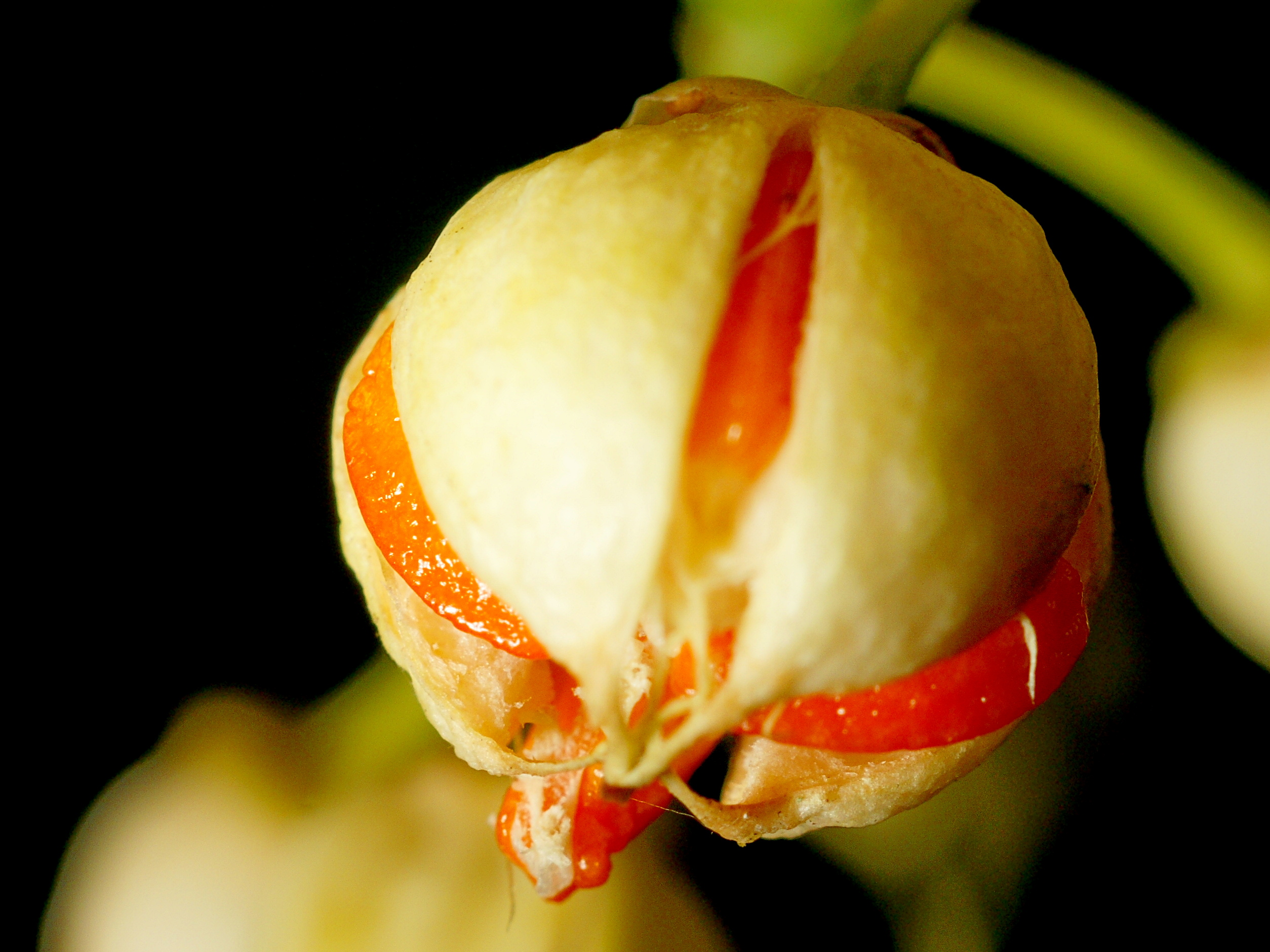
Öffnende Frucht